# Live in Performance 2009「ソウル・リヴァイヴァーの逆襲」
『Live in performance 2009「ソウル・リヴァイヴァーの逆襲」』（ライヴ・イン・パフォーマンス・2009・ソウル・リヴァイヴァーのぎゃくしゅう）は、Skoop On Somebodyのライヴ映像集。2009年7月15日発売。

## 概要
- 4年ぶりにリリースされたライヴDVD。
- 完全生産限定盤には特典DVD3枚と豪華写真集付属。
- 公演では「椛 〜momiji〜」も演奏されたが、本作品には未収録となっている。

## 収録曲

### DISC-1Live in Performance 2009「ソウル・リヴァイヴァーの逆襲」〜2009.3.3 at SHIBUYA-AX
1. As we are
作詞・作曲・編曲:S.O.S.
2. ソウル・リヴァイヴァー 
作詞・作曲・編曲:S.O.S.
3. get away
作詞・作曲・編曲:S.O.S.
4. Q
作詞:新藤晴一　作曲・編曲:S.O.S
5. Sexy Sexi Sexe
作詞・作曲・編曲:SKOOP
6. Heaven's Door
作詞:TAKE, Dagforce　作曲・編曲:S.O.S.
7. I Want You
作詞・作曲・編曲:S.O.S.
8. Brown Eyed Soul feat. JIN
作詞:TAKE　作曲:Skoop On Somebody　編曲:KO-HEY
9. シングルメドレー <All For Love〜アンセリウム〜Shining Days〜All For Love>
作詞・作曲:シライシ紗トリ、Anders Edenroth (The Real Group)　編曲:シライシ紗トリ
作詞:TAKE　作曲:都志見隆　編曲:十川知司
作詞・作曲:市川喜康　編曲:本間昭光
10. リル スマイル
作詞・作曲・編曲:S.O.S.
11. M.F.S.B.
作詞:小林夏海、S.O.S.　作曲・編曲:小松秀行、S.O.S.
12. Fly
作詞・作曲:TAKE　編曲:太田貴之
13. バラ色
作詞・作曲・編曲:SKOOP
14. around the world
作詞:S.O.S.　作曲:Face 2 fAKE　編曲:Face 2 fAKE、S.O.S.
15. ETERNAL LANDSCAPE
作詞:S.O.S.　作曲:織田哲郎　編曲:織田哲郎、S.O.S.
16. S・O・S
作詞・作曲・編曲:S.O.S.

-encore-
1. ama-oto
作詞・作曲:S.O.S.　編曲:西平彰、S.O.S.
2. For All I Know
作詞・作曲・編曲:S.O.S.

### DISC-2Live in Performance 2009「ソウル・リヴァイヴァーの逆襲」の裏側TOUR DOCUMENT SPECIAL <TOKYO, SAPPORO> ※完全生産限定盤のみ
1. 2009.3.3 SHIBUYA-AXの裏側
2. 2009.3.13 ZEPP SAPPOROの裏側
3. ツアーを終えて <Skoop On Somebodyメンバーコメント>

### DISC-3RARE & NICE Live Selection ※完全生産限定盤のみ
1. We are S.O.S.
作詞・作曲・編曲:S.O.S.
2. Brown Eyed Soul
作詞:TAKE　作曲:Skoop On Somebody　編曲:KO-HEY
3. Soul'n'Roll
作詞:S.O.S.　作曲・編曲:小松秀行、S.O.S.
4. Call Me
作詞・作曲・編曲:SKOOP
5. NANA
作詞・作曲・編曲:SKOOP
6. Sing a Song
作詞・作曲:TAKE　編曲:YANAGIMAN
7. Key Of Love
作詞・作曲・編曲:S.O.S.
8. sha la la
作詞:小林夏海、S.O.S.　作曲・編曲:Face 2 fAKE
9. M.F.S.B.
作詞:小林夏海、S.O.S.　作曲・編曲:小松秀行、S.O.S.
10. P.S.
作詞・作曲・編曲:S.O.S.
11. Save Our Souls
作詞:松尾潔、S.O.S.　作曲・編曲:S.O.S.
12. Everlasting Love 
作詞・作曲・編曲:SKOOP

### DISC-4Live Photo Sessions Special ※完全生産限定盤のみ
1. SLIDE SHOW
2. PHOTO GALLERY
  1. REHEARSAL TIME
  2. SHOW TIME